# Гипотеза Медеи

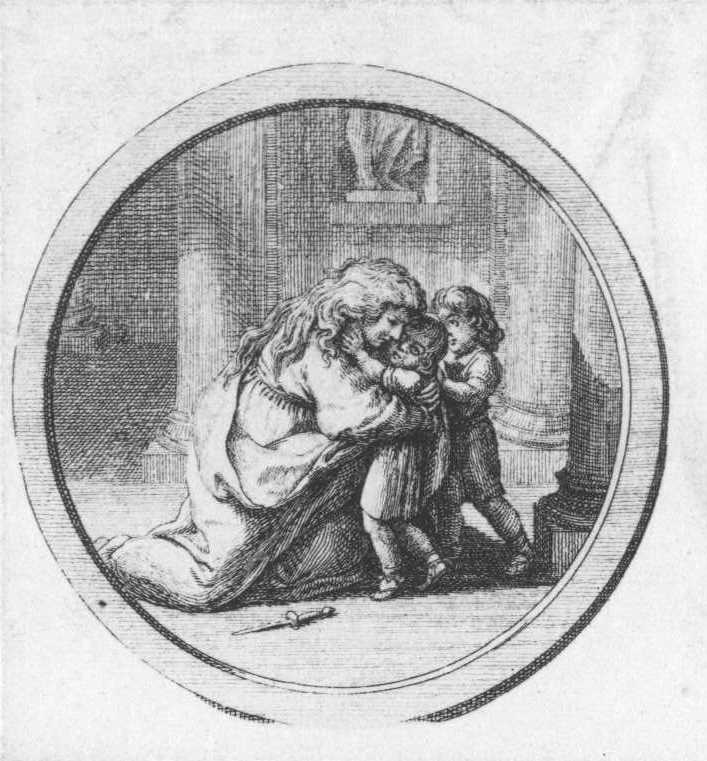
Медея, убивающая сыновей (виньетка Даниэля Ходовецкого)

Гипотеза Медеи — эволюционная гипотеза, созданная в противовес гипотезе Геи и утверждающая, что многоклеточные формы жизни (суперорганизмы) обречены на уничтожение, а одноклеточные — на эволюционное самоубийство. С этой точки зрения, микробы будто бы запускают процессы массовых вымираний, чтобы вернуть Землю к состоянию, в котором она была на протяжении большей части своей истории, когда безраздельно доминировали одноклеточные организмы, или жизнь отсутствовала совсем. В изначальной (авторской) формулировке: «Гипотеза Медеи гласит, что жизнь фактически делает нашу планету непригодной для проживания».

## Авторство и примеры
Автором гипотезы и термина является американский палеонтолог Питер Дуглас Уорд (р. 1949), профессор биологии и наук о Земле и космосе в Вашингтонском университете (Сиэтл), который описал её в 2009 году в своей книге «The Medea Hypothesis: Is Life on Earth Ultimately Self-Destructive?».
Уорд напоминает, что большинство массовых вымираний на Земле происходило не по внешним причинам, а по внутренним. По его мнению, биосфера Земли не обладает «мудрой саморегуляцией». Уорд использовал для образного описания Земли не Гею, а другого древнегреческого мифического персонажа — Медею, которая убила собственных сыновей. В предложенной интерпретации несчастными детьми Медеи являются многоклеточные формы жизни.
Из 15 массовых вымираний, зафиксированных в палеонтологической летописи нашей планеты, по мнению Уорда и его единомышленников, лишь одно — Мел-палеогеновое вымирание, случившееся 65 миллионов лет назад и повлёкшее исчезновение динозавров, было вызвано, в основном, внешней причиной — вероятным падением астероида.
«Попытки самоубийства» жизни включают в себя: «метановое отравление» в результате жизнедеятельности метаногенов 3,7 миллиарда лет назад и «кислородную катастрофу», произошедшую около 2,4 миллиарда лет тому назад, в результате появления за 300 миллионов лет до этого, микроорганизмов, производящих кислород
Единственным биологическим видом, способным, по мнению Уорда, контролировать и спасти биосферу от гибели, является сам человек как существо разумное и накопившее достаточно возможностей влиять на планету глобально.